# Alto Mando Naval Imperial Alemán

Bandera para el almirante en jefe.

El Alto Mando Naval Imperial Alemán (en alemán: Kaiserliches Oberkommando der Marine) era una oficina del Imperio alemán que existió desde el 1 de abril de 1889 hasta el 14 de marzo de 1899 para comandar la Armada Imperial alemana. Una oficina con nombre similar existía en la Armada de Prusia y en la Kriegsmarine de la Alemania nazi.
Después de la disolución del Almirantazgo Imperial Alemán (Kaiserliche Admiralität) el 1 de abril de 1889, el Alto Mando de la Armada Imperial, la Oficina del Inspector General de la Marina y la Oficina Naval Imperial (Reichsmarineamt) se establecieron como instituciones sucesoras. El Alto Mando de la Armada Imperial estaba encabezado por un almirante al mando, directamente subordinado al emperador, Guillermo II de Alemania. Con las mismas obligaciones y derechos que un comandante general del ejército, este almirante cumplió con los deberes de un Jefe del Estado Mayor Naval. Bajo las instrucciones del emperador, ordenó a todas las unidades navales en el mar y en tierra.
Cuando el emperador alemán decidió asumir el mando supremo de la Marina el 14 de marzo de 1899, se disolvió el Alto Mando de la Armada Imperial. Esto sucedió principalmente a instancias del almirante Alfred von Tirpitz, para aumentar el poder de su Oficina Naval Imperial (Reichsmarineamt). Algunos de los poderes del Alto Mando de la Armada Imperial se transfirieron al Estado Mayor del Almirantazgo.

## Almirantes al mando
| N.º |  | Almirante                                   | Tomó su puesto       | Dejó el puesto      | Tiempo en el cargo |
| --- |  | ------------------------------------------- | -------------------- | ------------------- | ------------------ |
| 1   |  | Vicealmirante Max von der Goltz (1838-1906) | 1 de abril de 1889   | 8 de marzo de 1895  | 5 años, 341 días   |
| 2   |  | Almirante Eduard von Knorr (1840-1920)      | 8ntede marzo de 1895 | 14 de marzo de 1899 | 4 años, 6 días     |